# Almenara de Adaja
Almenara de Adaja település Spanyolországban, Valladolid tartományban. Almenara de Adaja Fuente de Santa Cruz, Puras, Ataquines, Olmedo, Bocigas és Fuente-Olmedo községekkel határos. Lakosainak száma 22 fő (2024).

## Népesség
A település lakosságának változását az alábbi diagram mutatja:
| Lakosok száma | 33   | 37   | 31   | 31   | 29   | 31   | 25   | 22   | 23   | 22   |
|               | 2001 | 2004 | 2007 | 2009 | 2012 | 2014 | 2017 | 2019 | 2022 | 2024 |